# Hällaryds IF
Hällaryds IF är en fotbollsförening som bildades 1947 och ligger i Karlshamns kommun. 
Herarnas A-laget spelar 2010 i Blekinges Division 5. Laget spelar sina hemmamatcher på klassiska Klockarebacken. Efter storhetstiden som varade vid 1970-talet då man som högst var uppe i Division 2 så har klubben hållit sig anonym och mest circulerat i de lägre divisionerna.
Idrottsplatsen heter Klockarebacken.